# Vermont South
Vermont South är en del av en befolkad plats i Australien. Den ligger i kommunen Whitehorse och delstaten Victoria, omkring 20 kilometer öster om delstatshuvudstaden Melbourne. Antalet invånare är 11 416.
Runt Vermont South är det tätbefolkat, med 819 invånare per kvadratkilometer.. Närmaste större samhälle är Melbourne, omkring 20 kilometer väster om Vermont South.
Runt Vermont South är det i huvudsak tätbebyggt. Genomsnittlig årsnederbörd är 1 244 millimeter. Den regnigaste månaden är juli, med i genomsnitt 140 mm nederbörd, och den torraste är januari, med 49 mm nederbörd.